# Марчук Анатолій Петрович
Анатолій Петрович Марчук (нар. 1 січня 1956, с. Весела Слобода, Макарівський район, Київська область) — український художник та доброчинець. Заслужений художник України (2006), Народний художник України (2024), член Національної спілки художників України (1990). Працює у стилі аванреалізму.

## Життєпис
Народився Анатолій Марчук 1 січня 1956 року в селі Весела Слобода Макарівського району Київської області.
У перший клас 1962 року пішов теж у Веселій Слободі, а вже у 1963 році родина переїхала на батьківщину, у Козичанку, де Анатолій закінчив вісім класів.
З 1970 по 1972 роки А. П. Марчук навчався у Київській школі-інтернаті No7. З 1973 по 1979 — в образотворчій студії Київського Жовтневого палацу (вчителі М. Родін, М. Гуляєв та В. Забашта). У 1980 вчився малюнка в приватній школі В. Зарецького. З 1980 року навчався в Київському державному художньому інституті (нині — Національна академія мистецтв та архітектури), який закінчив у 1986 році (майстерня книжкової графіки професора В.Чебаника).
Працював у київських видавництвах «Мистецтво» (1985) та «Веселка» (1987—1989).
Діяльність художника позначена вагомим внеском у суспільну справу Макарівщини. Він є організатором щорічних пленерів у Козичанці, в яких беруть участь молоді та визнані художники України. У 2003 році — автор та куратор проекту «Мистецтво Макарівщини», в рамках якого видано каталог художників району та проведена виставка до 80-річчя Макарівського району. Є автором герба та прапору Макарівського району, символіки абсолютної більшості сіл Макарівщини. У 2003 році заснував Макарівську картинну галерею. Є автором проекту Пам'ятника Данилові Тупталу в Макарові (2007).

## Доробок
Художник працює в галузі станкової графіки та малярства.
Основні твори
- «Сплюндрована святиня» (1990)
- «Загасла свічка» (1990)
- «Слід птаха» (1991)
- «Діалог» (1992)
- «Розмова в саду» (1997)
- «Великдень» (1997)
- «Обряд» (1997)
- «Свято» (1998)
- «Печальна» (1998)
- «Забутий храм» (2000)
- «Вихід» (2000)
- «Натюрморт» (2003)
- «Козичанські кози» (2003)
- «Дерева» (2005)
- «Плинуть хмари над водою» (2015)
- «Сріблисте грайво хмар» (2015)

Графічні цикли
- «Пам'ятки архітектури» (1986—1990)
- «Погляд крізь століття» (1988—1990)
- «Місто, в якому я живу» (1987—1990)
- «Козичанські мотиви» (1990—2000)
- «Макарівські мотиви» (2000—2015).

Анатолій Марчук учасник всеукраїнських та закордонних мистецьких виставок від 1985 року. Персональні виставки відбулись у Києві (1989, 1993, 2003, 2006, 2013, 2016), Кракові (1992), Гамбурзі (1996).
Твори Анатолія Марчука зберігаються в багатьох провідних художніх музеях України та Польщі, в колекціях Міністерства культури, Дирекції виставок Національної спілки художників України та приватних збірках України, Польщі, Німеччини, США, Австралії та Канади.

## Нагороди
- Дипломант 2-го Міжнародного конкурсу плакату «Червоний хрест» (Москва, 1985);
- Лауреат Міжнародної премії імені С. Гулака-Артемовського (1999);
- Заслужений художник України (2006);
- Лауреат Міжнародної премії імені Володимира Винниченка (2013);
- Народний художник України (2024)[4];
- Відзнака Київської обласної ради «Нагрудний знак „За заслуги перед Київщиною“ (2024)[5].